# 傅慶貽 (萬曆進士)
傅慶貽（1554年—1599年），字有積，號積所，福建泉州府南安縣人，軍籍，明朝政治人物。

## 生平
萬曆四年（1576年）丙子科福建鄉試第八十八名舉人，十四年（1586年）中式丙戌科會試第四十一名，三甲第二十八名進士。通政司觀政，六月授番禺縣知縣，十六年（1588年）五月丁憂，十八年八月補宜興縣知縣，二十年（1592年）正月調簡陽春縣知縣，二十二年調高要縣，二十三年升南户部主事，二十四年差巡视北新关，二十六年升郎中，二十七年卒。

## 家族
曾祖傅泰；祖父傅裕；父傅以賢，母林氏。慈侍下。從兄傅履禮（萬曆八年進士）、傅履約（留守司經歷）、傅履重（隆慶四年舉人）、傅履階（萬曆十四年進士），兄傅典貽，弟傅哲貽，從弟傅賚輔、傅賚弼、傅賚佐、傅賚卿。